# Chasmina gracilipalpis
Chasmina gracilipalpis là một loài bướm đêm trong họ Noctuidae.